# Chlorophytum angustissimum
Chlorophytum angustissimum là một loài thực vật có hoa trong họ Măng tây. Loài này được (Poelln.) Nordal mô tả khoa học đầu tiên năm 1998.